# Ral Veroni
Ral Veroni (Buenos Aires, 1965) es un artista plástico, escritor y editor argentino. Su obra se caracteriza por la visión poética, la crítica política y un particular sentido del humor.

## Biografía
Es hijo del grabador italiano Raoul Veroni. Comienza su trabajo artístico incursionando en diversas técnicas: xilografía (entre 1986 y 1987), aguafuerte (1987/1988), litografía (desde 1988), serigrafía (desde 1989).
Entre 1991 y 1995 realiza una serie de grafitis en las calles de Buenos Aires, utilizando esténcil y aerosol; principalmente en los barrios de Caballito, San Telmo, Almagro, Chacarita y Nueva Pompeya.
En 1993 forma parte del grupo fundador de la publicación independiente “El Lápiz Japonés” junto a Diego Bianki, Sergio Langer, Sergio Kern y Elenio Pico.
En 1996 realiza un viaje de diez años por varios países; vivió en Estados Unidos, Inglaterra, Escocia y España. En 1999 se graduó como “Master of Arts in Multidisciplinary Printmaking” en la University of the West of England.
Desde 1994 utiliza los billetes de banco como soporte de su arte, dibujando a lápiz personajes simbólicos, a partir de 2005 en Valencia con los euros, luego, nuevamente en Buenos Aires con los pesos.
Es el responsable de Ediciones Urania, emprendimiento que su padre comenzó en 1943.

## Exposiciones
Ha realizado numerosas muestras individuales y colectivas en varios países.
- Pinturas, Centro Cultural Recoleta, Buenos Aires (1993)
- Pinturas y monocopias, Galería Alberto Elía, Buenos Aires (1995)
- Artist's Books, British Council, Edinburgh, Escocia (1999)
- Cultural Critics, Kellog Art Gallery, Pomona, Estados Unidos (2000) (colectiva)
- Universidad del Sur, Bahía Blanca, Buenos Aires (2001)
- Artist's Books, Mackintosh Library, Glasgow, Escocia (2001)
- La Argentina, Centro Cultural Recoleta, Buenos Aires (2002)
- Buenos Aires Mon Amour, Canvas International Art, Holanda (2002) (colectiva)
- About the bad relationship between Time and Destiny, Street Level Photoworks, Glasgow, Escocia (2002)
- Litografías y dibujos, München Künstlerhaus, Alemania (2003) (colectiva)
- Artistas y Bibliófilos, Feria del Libro de Buenos Aires (2007) (colectiva)
- Struggle for Life, Neue Galerie Landchut, Alemania (2008)
- Grafitos Neopompeyanos, Galería Pasaje 17, Buenos Aires (2010)
- Etimologías del Teatrito, Galería Mar Dulce, Buenos Aires (2013) (colectiva)
- +Colectiva36, Galería Mar Dulce, Buenos Aires (2015) (colectiva)
- En unión y perplejidad, Galería Mar Dulce, Buenos Aires (2016) (colectiva)
- +Colectiva47, Galería Mar Dulce, Buenos Aires (2017) (colectiva)

## Libros
Es autor de los siguientes libros.
- Ciudad (1987)
- La muerte y dios (1988)
- Jaguares y Cacatúas (1990)
- Lucha por la vida (2000)
- La Princesa” (2007)
- Teatrito rioplatense de entidades (2014)